# 戴舟
戴舟（1938年12月19日—2004年7月25日），男，江苏淮阴人，中华人民共和国政治人物，曾任中共中央宣传部秘书长，《求是》杂志社社长、总编辑，第九、十届全国政协委员。